# 札幌市北3条広場

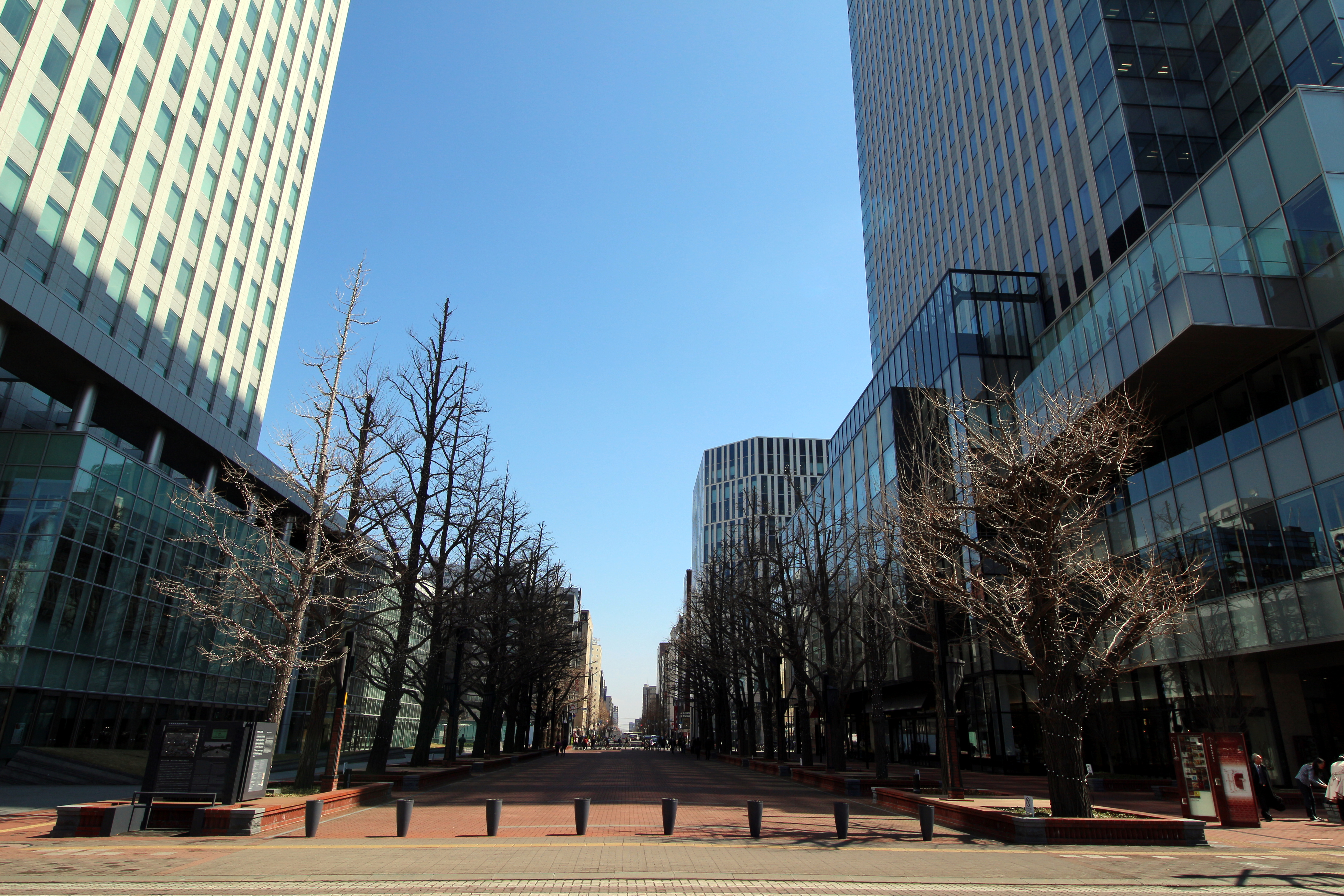
札幌市北3条広場

札幌市北3条広場（さっぽろしきたさんじょうひろば）は、札幌市中央区にある広場。公募によって決まった愛称は赤れんがプラザを略した「アカプラ」。

## 概要
札幌駅前通沿い、北海道庁旧本庁舎（赤れんが庁舎）正面に位置しており、日本生命札幌ビル（ノアシス3.4）や札幌三井JPビルディング（赤れんが テラス）から札幌駅前通地下歩行空間（チ・カ・ホ）に接続している。「道路」と「広場」の機能を併せ持つ施設として2014年（平成26年）7月19日にオープンした。北3条通は、札幌市が策定した都市計画の中で赤れんが庁舎などと一体した空間づくりを行って周辺街区の集客・交流資源としての魅力向上を整備目標にしていたが、隣接地で新しいビルの建設計画を進めていた民間事業者（三井不動産・日本郵政グループ）が公共貢献の一環として広場を整備した全国的にも珍しい事例になっている。広場は「都市計画法」の都市施設に位置づけられているが、公園のように「都市公園法」といった管理を定める法律がないため、札幌市は「札幌市北3条広場条例」を制定して広場の管理体制や柔軟な活用を図る枠組みを整備した。運営管理については「指定管理者制度」を導入しており、隣接する札幌駅前通地下広場の指定管理者でもある札幌駅前通まちづくり株式会社が行っている。
北3条広場は全面にレンガ舗装を施しており、ベンチを兼ねた植栽枡やイベントの開催時に使用できるインフラ設備があるほか、広場と道路（歩道）との境界にはプランターやボラードを設置している。レンガ舗装の下には1924年（大正13年）に施工した札幌市内初の舗装道路である木塊道路（木製レンガによる舗装）が保存されている。また、広場のイチョウ並木は1925年（大正14年）に植樹したイチョウの木が現存しており、北海道内で最古の街路樹になっている。「木レンガ舗装とイチョウ並木」として『さっぽろ・ふるさと文化百選』、「道庁正門前木塊舗装・銀杏並木」として『土木学会選奨土木遺産』に認定されている。

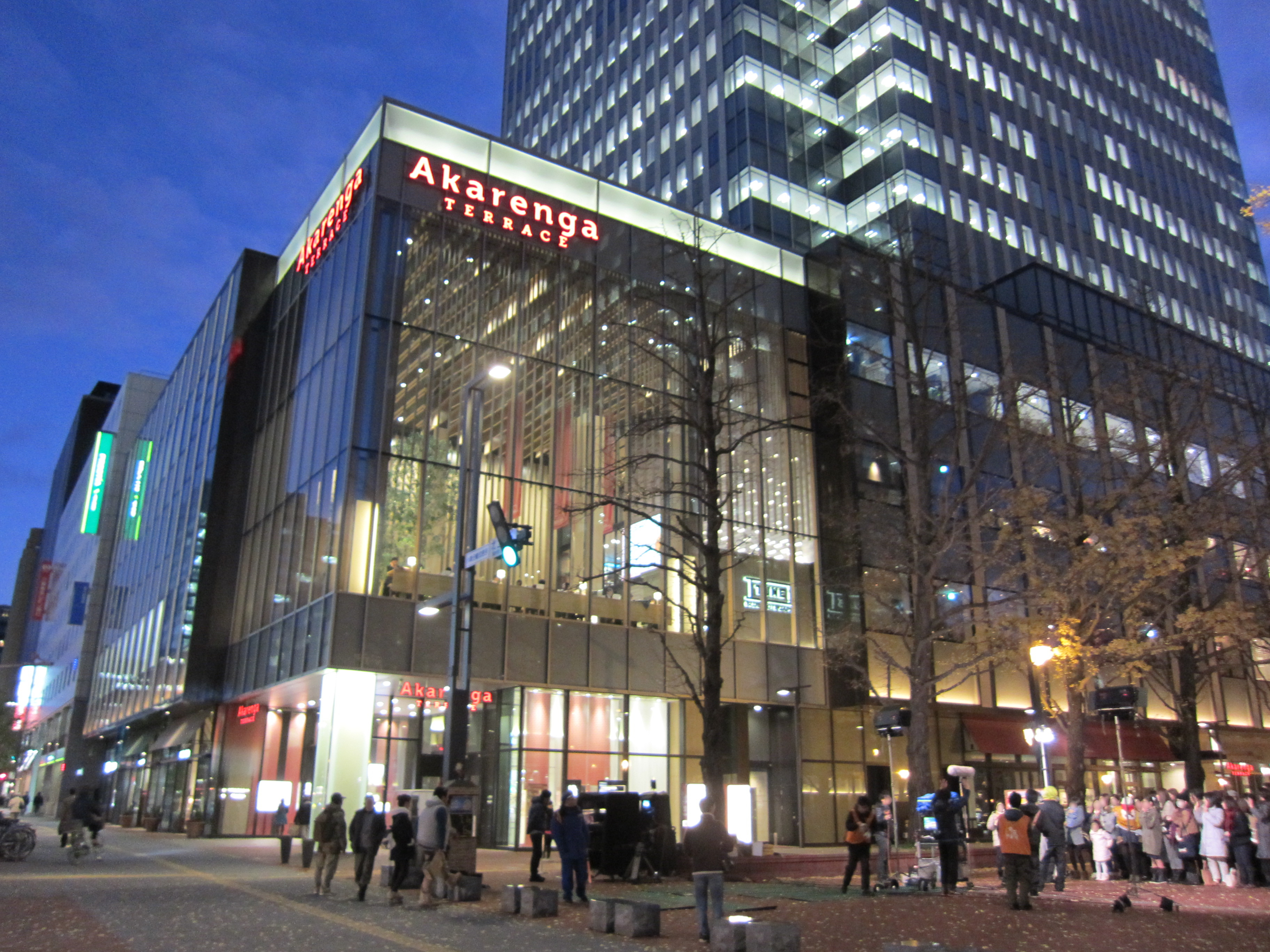
札幌三井JPビルディングの赤れんが テラス（2015年11月）
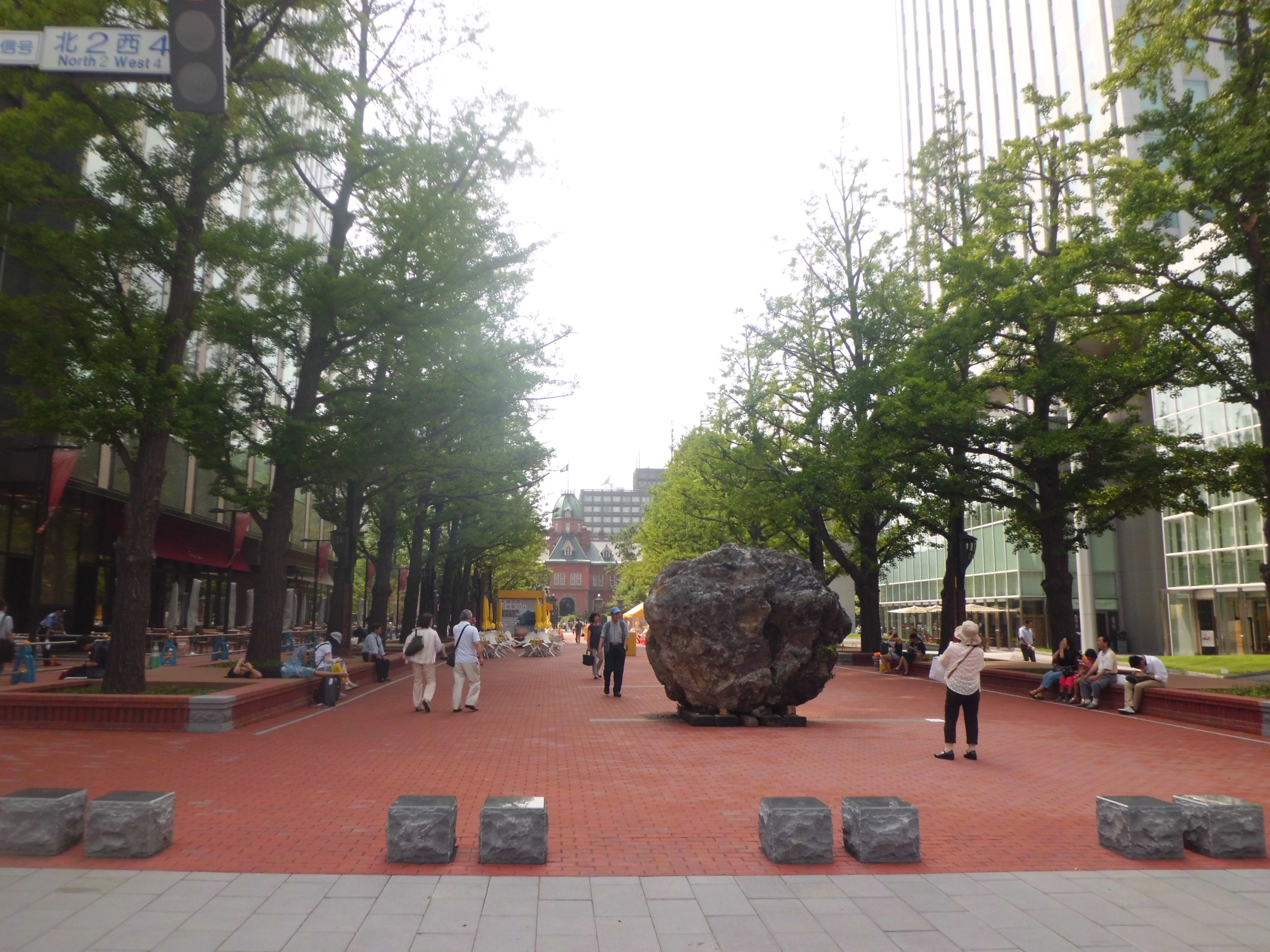
『札幌国際芸術祭2014』開催時の北3条広場（2014年8月）

## 広場データ
木塊舗装は歴史保存の観点から配置・残存状況や劣化の度合いを調査して不良な部分は補修を行い路盤材として再使用し、アスファルトを保護層として敷設している。また、モニュメントとして木塊レンガの保存状況を模型で展示している。表層には野幌産江別のれんがを広場全体で21万個使用しており、中央部にある幾つかの細いラインは道庁前庭との一体感をイメージさせるため、札幌軟石をボーダー状に配置している。
- 位置：札幌市中央区北2条西4丁目及び北3条西4丁目（西5丁目線から札幌駅前通の区間）[16]
- 延長：約100 m[16]
- 標準幅員：約27 m[16]
- 面積：約2,800 m2[16]

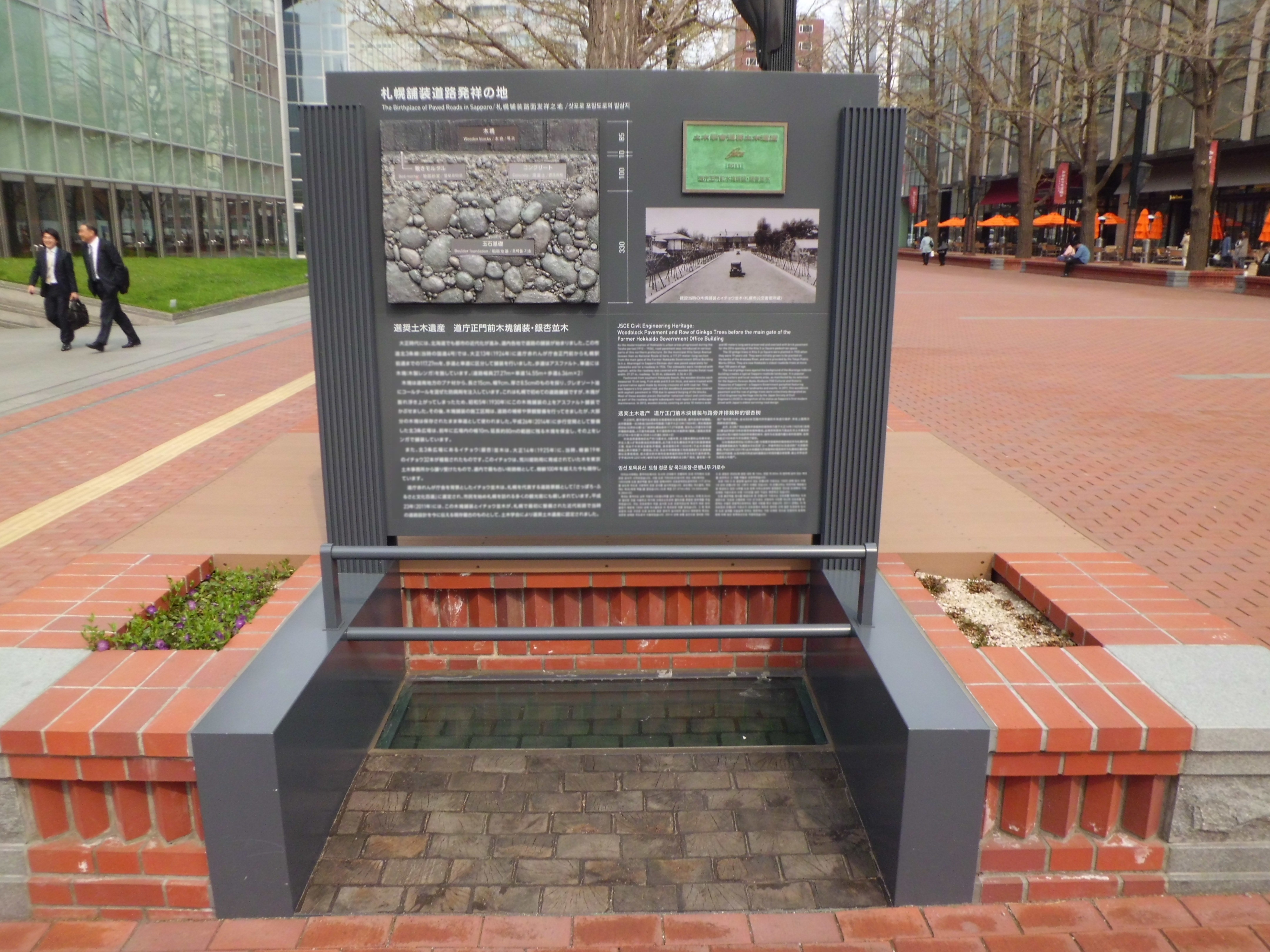
「札幌舗装道路発祥の地」碑（2015年4月）

## 沿革
北3条通が整備されたのは明治の初頭と言われており、1924年（大正13年）に札幌市内初となる舗装道路が敷かれた。車道にはブナの木をブロック状に切り出して防腐処理した12万個の木塊レンガを使用している。当時は「豊富な砂利があるのに、なぜ高価な舗装道路を造らなくてはならないのか」という意見もあったが、積雪寒冷地に適した道路舗装工法を模索していた時期であり、交通量の多かった北海道庁前に試験的な舗装を施した。延長117.27 m、 幅員14.54 mの道路に当時の建設費で41,572円を費やしたため「あれだけの金をかければ殖民道路が何里もできる」と非難され、北海道議会では質問の的になった。実際に当時の標準的な道路新設であった場合、約4里（約16 km）の道路が敷設できるほどの金額であった。1925年（大正14年）には車道と歩道の境界として32本のイチョウを植樹している。これは、東京の荒川堤防用として育成していた苗木を東京土木事務所から譲り受けたものである。破格の費用で建設した木塊舗装も同年には道路の一部が膨れ上がり、数年後には道路の大部分が浮き上がってしまった。そこで、1930年（昭和5年）に車道全体をアスファルトで覆って封じ込めた。
札幌市は、2000年（平成12年）策定の総合計画「第4次札幌市長期総合計画」において、北3条通を魅力的な街並み形成を促進する骨格軸の1つに位置づけた。また、2002年（平成14年）策定の「都市まちづくり計画」では北3条通を「うけつぎの軸」としており、道庁周辺エリアは集客交流資源の質を高めることを目指し、2004年策定の「札幌都心交通計画」では北3条通のモール化も検討して社会実験を行った。2007年（平成19年）に民間事業者から「北2西4地区」でのビルの建替え計画を一体化し、合わせて北3条通の一部を公共貢献として「都市計画広場」として整備する提案を受け、札幌市はこの区間の都市計画道路を変更し、「広場」として都市計画決定した。また、「都市再生特別措置法」に基づく「都市再生特別地区」を現行の「北3西4地区」（日本生命札幌ビル）に「北2西4地区」を加えた2.8 haとし、この区域を「道庁東地区」として「地区計画」を導入した。2008年（平成20年）に民間事業者、有識者、札幌市による「北3条広場委員会」を設置して提言書を取りまとめ、2009年（平成21年）からは「北3条広場デザイン検討会議」を開催して赤れんが庁舎、木塊舗装やイチョウ並木の歴史的遺産を受け継ぎ、周囲と調和・一体化した景観づくりを目指した。2012年（平成24年）には広場化を見据えて冬と夏に社会実験を行い、四季を通して様々な取組みが行えると考えた。広場の建設は2013年（平成25年）に着工し、2014年（平成26年）に完工して7月19日にオープンした。供用開始に合わせて公募した愛称は「アカプラ」に決定した。なお、三井不動産と日本郵便による複合施設「札幌三井JPビルディング」は2014年（平成26年）8月1日に竣工し、低層部の商業施設「赤れんが テラス」は8月28日にオープンした。

## 受賞
- 『平成27年度都市景観大賞』都市空間部門 優秀賞（「札幌北2西4地区」）[29]
- 『グッドデザイン賞』（「札幌北2西4地区」）[30]
- 『北海道赤レンガ建築賞』（「札幌三井JPビルディング 札幌市北3条広場」）[31]
- 『第14回環境・設計デザイン賞』III 環境デザイン部門 優秀賞（「札幌三井JPビルディング・札幌市北3条広場」）[32]
- 『日本都市計画学会』計画設計賞（「札幌北3条広場を中心としたパブリックスペースネットワークの形成 -都市空間の歴史的価値を踏まえた公共空間の再編-」）[33]
- 『第57回BCS賞』特別賞（「札幌市北3条広場・札幌三井JPビルディング」）[34]